# 이승현 (기자)
이승현(1981년 5월 31일 ~ )은 대한민국 방송인이다. YTN 공채 11기, 기자 겸 앵커로 활동하고 있다.

## 학력
- 연세대학교 언론홍보대학원 저널리즘 뉴미디어 석사과정
- 동국대학교 신문방송학과 졸업

## 경력
- 사회부 사건기자, 문화부 영화기자,사회부 법조기자
- 뉴스 오늘, 이브닝뉴스

## 참조
1. ↑  네이버 프로필